# Aapravasi Ghat
L’Aapravasi Ghat est un site classé patrimoine mondial par l’UNESCO le 12 juillet 2006. Il se trouve dans le district de Port-Louis, à Maurice, et précisément sur la route de Trou Fanfaron. Ce fut le lieu de débarquement des travailleurs engagés indiens dans l’île de novembre 1834 à 1910.

## Les vestiges
Les seuls vestiges restants du site sont la porte d’entrée, l’hôpital, une étable pouvant abriter deux chevaux, les cuisines, les salles communes, les toilettes et le lieu où les immigrants se lavaient, le quartier des sirdars (les contremaîtres des plantations sucrières).

## Historique et origine du nom
À la suite de l’abolition de l’esclavage dans l’île le 1er février 1835, il y eut un grand manque d’effectifs pour travailler dans les champs de canne à sucre. Les Britanniques décidèrent de mettre en place un nouveau système visant à pourvoir les établissements sucriers en main-d’œuvre. Le site fut connu comme le Coolie Ghat jusque pendant les années 1970. Dès 1834, les planteurs franco-mauriciens et britanniques organisèrent le recrutement et le transport de travailleurs indiens. Ce commerce fut connu sous le nom de Coolie Trade et par la suite les immigrants furent nommés les Coolies. Le mot coolie venant du tamoul kuli signifiant salaire, un Coolie est une personne qui travaille pour un salaire. La majorité des premiers immigrants indiens venaient du Bihar de l’est de l’Inde. Ils étaient issus de la caste des Dhangar, aussi connue sous le nom de Hill Coolies, d’où ce nom attribué par les colons[Qui ?].
Dans les années 1970, le nom du site fut changé en Aapravasi Ghat, deux mots hindis, Ghat signifiant abri temporaire. L’Aapravasi Ghat fut l’abri temporaire de ceux venant de loin. Le mot coolie n’est plus utilisé car il a une connotation dénigrante dans le parler de l’île. Pendant sa période d’activité le site a vu transiter près de 400 000 travailleurs indiens. Ceux-ci se rendaient soit dans les établissements sucriers de l’île, soit vers d’autres destinations comme l’île de La Réunion, l’Australie ou les Caraïbes.
Les premières fouilles archéologiques sur le site ont débuté en décembre 2002. En parallèle, des recherches ont été menées aux Archives nationales de Maurice, pour retrouver tout ce qui avait trait au site. En mai 2003, celui-ci a reçu la visite du Conseil international des monuments et des sites (ICOMOS), organe consultatif de l’UNESCO. C’est le début du projet de rénovation. La soumission du premier rapport technique de l’ICOMOS a eu lieu en juillet 2003. En septembre 2004 a débuté la deuxième phase des travaux, ayant pour but d’enlever tout le ciment ajouté à la structure au fil du temps et de refaire le toit en bardeaux.
À l'île de la Réunion, le « coolie trade » est plus connu sous le nom « d'engagisme ». Le mouvement migratoire important qu'il a généré vers cette colonie française, principalement des années 1850 aux années 1880, est à l'origine de la création d'un lieu de mémoire aussi important que le site mauricien : les lazarets de La Grande Chaloupe, lieu d'isolement situé dans une vallée encaissée du massif de La Montagne, à l'ouest du chef-lieu, Saint-Denis. Longtemps abandonné, le site des lazarets fait l'objet d'une restauration très importante depuis 2004.
Aapravasti Ghat et Lazarets de La Grande Chaloupe constituent dans les Mascareignes des lieux de mémoire importants liés aux nouvelles migrations qui se sont mises en place dans l'océan Indien après les abolitions de l'esclavage dans les anciennes colonies de la Réunion et de l'île.

## La sélection
Le 12 juillet 2006 l’Aapravasi Ghat est inscrit sur la liste des patrimoines  culturels du Patrimoine mondial de l’UNESCO correspondant aux critères C  du comité du patrimoine mondial.